# Paul Eduard Crodel
Paul Eduard Crodel (* 7. September 1862 in Cottbus; † 27. Juli 1928 in Dietramszell), genannt Schnee-und-Regen-Crodel, war ein deutscher Landschaftsmaler und Mitbegründer der Münchner Sezession. Er gehörte zu der Malerfamilie Crodel.

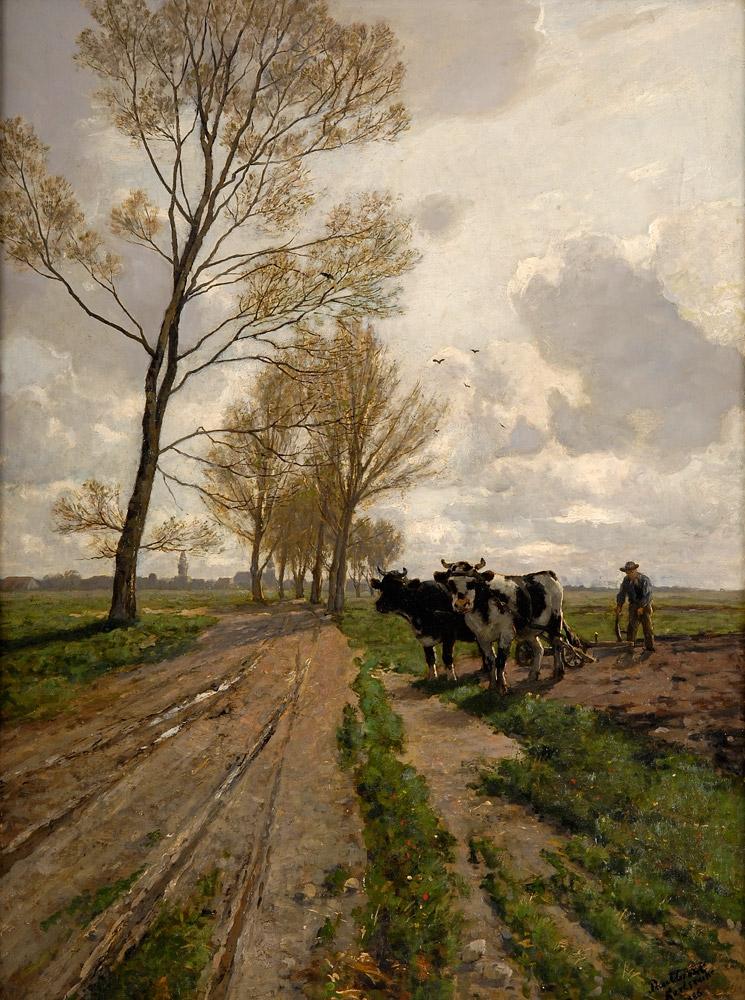
Paul Crodel: Frühjahrslandschaft mit Ochsenpflug

## Leben und Werk
Paul Eduard Crodel studierte erst von 1882 bis 1885 an der Großherzoglichen Kunstschule bei Woldemar Friedrich und Theodor Hagen und anschließend drei Jahre an der Akademie in Karlsruhe bei Hermann Baisch. 1888 zog er nach München, dort stellte er ab 1890 regelmäßig im Glaspalast aus und war 1892 Mitbegründer der Münchner Sezession.
Als Freilichtmaler erkundete er erst die nördlichen Vororte von München: „Als Bernhard Buttersack sich in Haimhausen an der Amper, in der reiz-vollen, intimen, noch nicht allzulang auf ihre malerischen Möglichkeiten hin ‚entdeckten‘ Landschaft im Norden Münchens, sein Haus errichtet und seinen Hausstand gegründet hatte, tat er dort eine Art von Privatakademie im Sinne der einstigen Lierschule auf. Künstler wie Christian Landenberger, Otto Ubbelohde, Paul Crodel, Wilhelm Ludwig Lehmann wurden seine Schüler und zeugen durch ihre Werke für ihn: überall spürt man, wenn auch zeitlich modifiziert, in der Entwicklung weitergediehen und in Neuland vordringend, den Hauch der Lier-Tradition als der Kunst intimer Landschaftsschilderung, liebevollen Erfassens und Umhegens des Nahen und Kleinen, das durch das Medium der Kunst ins Bedeutende und Belangreiche gesteigert wird.“
Anschließend erkundete er die Alpen, u. a. die Gegend von Isny. Den Winter 1907–1908 verbrachte er in der Schweiz.
Zufällig wirkende Bildausschnitte und eine gedämpfte Farbgebung gelten als typisch für Crodel. Er wählte einen breitflächigen pastosen Farbauftrag.
1909 wurde er in die Kommission der Biennale in Venedig gerufen, stellte dort selbst 1909 und 1910 aus. 1911 gehörte Paul Eduard Crodel zu der Jury der Sommerausstellung der Münchener Secession.
Paul Eduard Crodel war Mitglied im Deutschen Künstlerbund, nachdem er bereits auf der ersten Gemeinschaftsausstellung mit den Münchner Sezessionisten 1904 im Kgl. Kunstausstellungsgebäude am Königsplatz mit dem Gemälde Sommertag (Hessen) teilgenommen hatte.

## Familie
Die Familie Crodel ist eine Dynastie von Künstlern, die bis ins späte 15. Jahrhundert reicht.
Paul Eduard Crodel wurde als Sohn von Eduard Heinrich Paul Crodel (1824–1907) in Cottbus geboren. 1895 wurde seine Tochter Erna Dinklage geboren. Nach der Scheidung von seiner Ehefrau zog die Tochter zu ihr und ab ihrem 17. Lebensjahr 1912 zu ihm. Er ermutigte sie, ein Studium der Malerei an der Kunstakademie in Berlin zu beginnen, dies brach sie ab, schlug aber trotzdem eine Laufbahn als Künstlerin ein. Ebenso förderte er die künstlerische Laufbahn seines Neffen Charles Crodel.

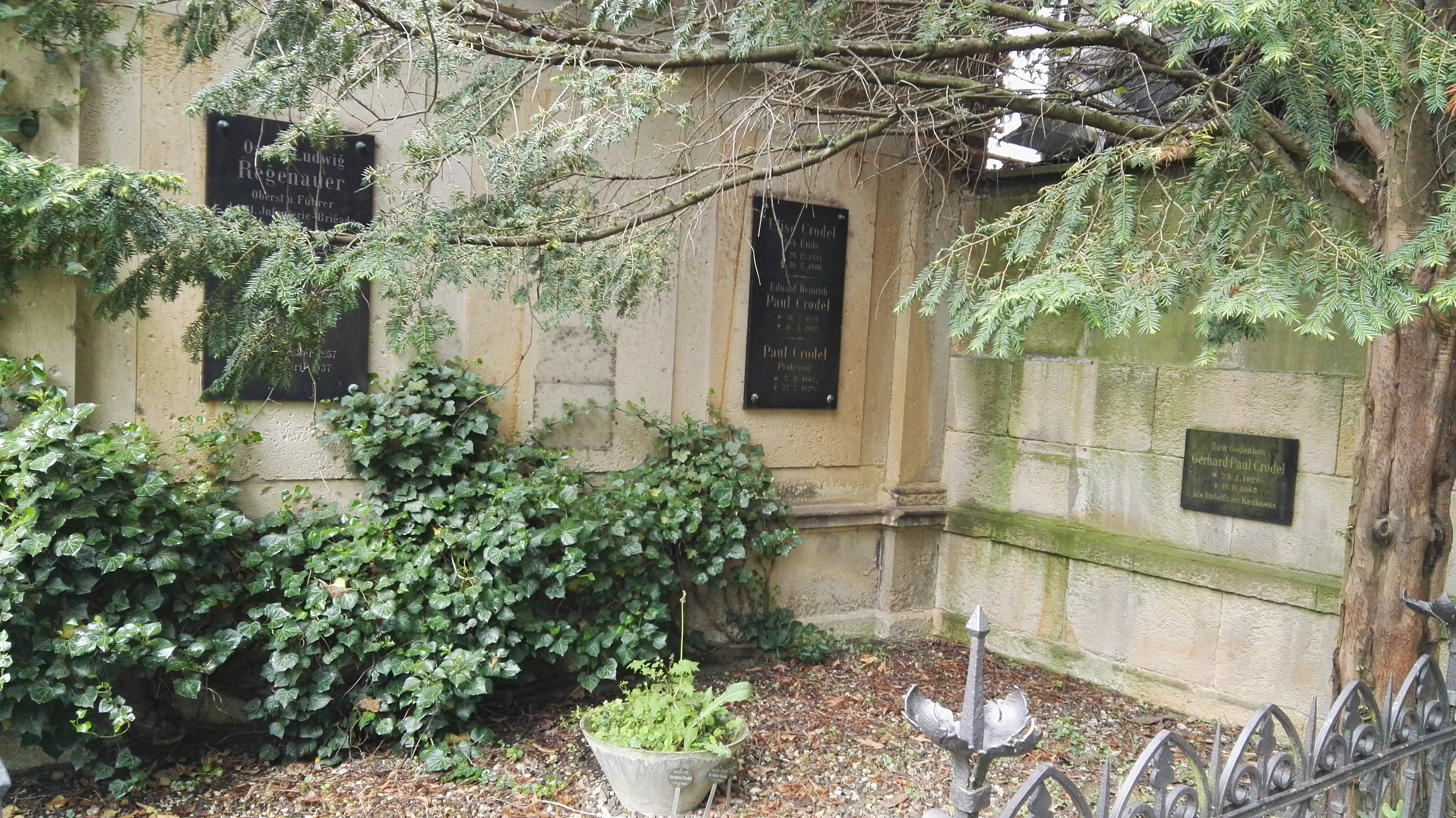
Grabstätte

Paul Eduard Crodel starb im Alter von 66 Jahren an einem Schlaganfall in Schönegg bei Dietramszell, beigesetzt wurde er auf dem Alten Zwölf-Apostel-Friedhof in Berlin.